# Edoardo Perna

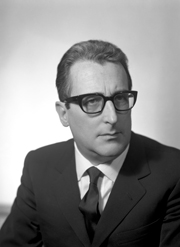
Edoardo Perna

Edoardo Romano Perna (* 29. Dezember 1918 in Rom; † 5. Oktober 1988 in Teolo, Provinz Padua) war ein italienischer Politiker der Partito Comunista Italiano (PCI), der zwischen 1963 und 1987 Mitglied des Senato della Repubblica war, des Senats des italienischen Parlaments.

## Leben

### Partisan, Rechtsanwalt und Senator
Edoardo Romano Perna war während des Zweiten Weltkrieges Partisan in der Brigate Garibaldi und wurde 1942 Mitglied der Partito Socialista Italiano (PSI), ehe er 1943 der Partito Comunista Italiano (PCI) beitrat. Nach einem Studium der Rechtswissenschaften war er als Rechtsanwalt tätig und begann seine politische Laufbahn 1952 als Mitglied des Rates (Consigliere provinciale) der Provinz Rom, dem er bis 1963 angehörte. Als Nachfolger von Giuseppe Sotgiu wurde er am 27. November 1954 Präsident der Provinz Rom und bekleidete dieses Amt bis zum 28. Juni 1956, woraufhin Giorgio Andreoli seine Nachfolge antrat. 
Perna wurde bei den Parlamentswahlen am 28. April 1963 für die Partito Comunista Italiano erstmals zum Mitglied des Senato della Repubblica gewählt, des Senats des italienischen Parlaments. In der vierten Legislaturperiode war er zwischen dem 1. Juli 1963 und dem 4. Juni 1968 Vize-Vorsitzender der PCI-Fraktion sowie vom 3. Juli 1963 bis zum 4. Juni 1968 Mitglied des Ständigen Ausschusses für öffentlichen Unterricht und schöne Künste (6ª Commissione permanente (Istruzione pubblica e belle arti)). Des Weiteren war er vom 4. Juli 1966 bis zum 4. Juni 1968 Mitglied der Parlamentarischen Kommission für Regionale Angelegenheiten (Commissione parlamentare per le questioni regionali). Bei den Parlamentswahlen am 19. Mai 1968 erfolgte seine Wiederwahl in den Senat. In der darauf folgenden fünften Legislaturperiode fungierte er zwischen dem 6. Juni 1968 und dem 24. Mai 1972 weiterhin als Vize-Vorsitzender der PCI-Fraktion und gehörte vom 5. Juli 1968 bis zum 19. Februar 1969 erst abermals dem Ständigen Ausschuss für öffentlichen Unterricht und schöne Künste an, ehe er zwischen dem 20. Februar 1969 und dem 24. Mai 1972 Mitglied des Ständigen Ausschuss für Verfassungsangelegenheiten (1ª Commissione permanente (Affari Costituzionali)) war. Des Weiteren war er vom 3. Juli 1970 bis zum 24. Mai 1972 noch einmal Mitglied der Parlamentarischen Kommission für Regionale Angelegenheiten.

### Vorsitzender der PCI-Fraktion im Senat (1973 bis 1983)
Edoardo Perna wurde bei den Parlamentswahlen am 7. Mai 1972 erneut zum Mitglied des Senats gewählt und war daraufhin in der sechsten Legislaturperiode vom 26. Mai 1972 bis zum 14. Februar 1973 weiterhin Vize-Vorsitzender der PCI-Fraktion sowie zwischen dem 4. Juli 1972 und dem 4. Juli 1976 Mitglied des Ständigen Ausschusses für öffentlichen Unterricht (7ª Commissione permanente (Istruzione pubblica)). Er war zwischen 1972 und 1986 Mitglied des Vorstandes der PCI. Er wurde am 15. Februar 1973 als Nachfolger von Umberto Terracini Vorsitzender der PCI-Fraktion im Senat und hatte diese Funktion bis zum 4. Juli 1976 inne. Nach seiner Wiederwahl bei den Parlamentswahlen am 20. Juni 1976 war er auch in der siebten Legislaturperiode zwischen dem 9. Juli 1976 und dem 19. Juni 1979 Vorsitzender der PCI-Fraktion. Zudem war er vom 27. Juli 1976 bis zum 15. März 1978 Mitglied des Ständigen Ausschuss für Verfassungsangelegenheiten und zugleich vom 29. Juli 1976 bis zum 19. Juni 1979 Mitglied der Regulierungsrates (Giunta per il regolamento). Zuletzt war er zwischen dem 16. März 1978 und dem 19. Juni 1979 wiederum Mitglied des Ständigen Ausschusses für öffentlichen Unterricht.
Perna wurde bei den Parlamentswahlen am 3. Juni 1979 wieder zum Mitglied des Senato della Repubblica gewählt und war daraufhin während der achten Legislaturperiode zwischen dem 27. Juni 1979 und dem 11. Juli 1983 abermals Vorsitzender der PCI-Fraktion. Daneben war vom 11. Juli 1979 bis zum 22. Juli 1981 Mitglied des Ständigen Ausschusses für Justiz (2ª Commissione permanente (Giustizia)) sowie zwischen dem 17. Juli 1979 und dem 11. Juli 1983 erneut Mitglied der Regulierungsrates. Schließlich war vom 23. Juli 1981 bis zum 11. Juli 1983 wieder Mitglied des Ständigen Ausschuss für Verfassungsangelegenheiten. Bei den Parlamentswahlen am 26. Juni 1983 wurde er erneut zum Mitglied des Senats gewählt. Er war im Anschluss in der neunten Legislaturperiode vom 19. Juli 1983 bis zum 19. September 1985 als Componente del Comitato Direttivo Mitglied des Lenkungsausschusses der PCI-Fraktion, während Gerardo Chiaromonte sein Nachfolger als Vorsitzender der PCI-Fraktion wurde. Er war außerdem vom 19. Juli 1984 bis zum 1. Juli 1987 weiterhin Mitglied der Regulierungsrates sowie zwischen dem 9. August 1983 und dem 1. Juli 1987 auch erneut Mitglied des Ständigen Ausschuss für Verfassungsangelegenheiten. Daneben fungierte er vom 30. November 1983 bis zum 29. Januar 1985 Vize-Vorsitzender der Parlamentarischen Kommission für institutionelle Reformen (Commissione parlamentare per le riforme istituzionali). Bei den Parlamentswahlen am 14. Juni 1987 kandidierte er nicht erneut und schied somit am 1. Juli 1987 aus dem Senat aus.
Edoardo Perna gehörte in den achtziger Jahren zusammen mit Giorgio Napolitano, Gerardo Chiaromonte und Emanuele Macaluso zur sogenannten „Verbesserungsgruppe“ (Migliorismo) der PCI. 1986 wurde er Mitglied des Zentralkomitees der PCI und gehörte diesem bis zu seinem Tode 1988 an.

## Veröffentlichungen
- Stato e società in Italia, Editori riuniti, Rom 1978.
- Discorsi parlamentari, Senato della Repubblica, Segretariato generale, Servizio studi, Rom 1993.